# الأطباء (مسلسل 2008)
الأطباء/ذا دوكترز (لانجليزية:The Doctors) هو برنامج حواري أمريكي، ويتم بثه يوميا في الولايات المتحدة الأمريكية وكندا وأيرلندا والسويد وفنلندا. بدأ بثه يوم 8 سبتمبر، 2008. أنتج البرنامج بالمساعدة من فيل وجي ماكغرو، ويتم توزيعه من خلال شبكة سي بي اس التلفزيونية للتوزيع.

## التفاصيل
إن هذا المفهوم (والذي نشأ من مسلسل الدكتور فيل) يركز في الأساس على القضايا الصحية والطبية، حيث يناقش فريق من المهنيين الطبيين قضايا صحية مختلفة ويقومون بالإجابة على أسئلة المشاهدين والتي قد يتحرج البعض في أن يسألها لأطبائهم الشخصيين
يقدم هذه السلسلة ترافيس لين جو ستورك وهو طبيب بغرفة الطوارئ ومشارك سابق في الباتشلور (العازب)، وقد ظهر كثيرا مع د. فيل ، مع طبيب الأطفال جيم سيرز، طبيبة التوليد / الطب نسائي ليزا ماسترسون، وجراح التجميل اندرو أوردون والذي يدير حلقة النقاش. [6]

## القبول لدى المشاهدين
لم يحظ البرنامج بأي من المراتب العشرين الأولى على الإطلاق خلال موسمه الأول، وجاء بعد برنامج صفقة أو لا صفقة من حيث البرامج الواسعة الأنتشار (و هي التي يتم بثها على قنوات مختلفة)، وحصل على تقييم 1.3 في ذلك الوقت عند انطلاقه. ومنذ ذلك الحين، فقد كان البرنامج الحواري الوحيد الذي أستطاع أن يكسب المشاهدين هذا الموسم، ليسجل 1.5 تصنيف بحلول نهاية تشرين الأول / أكتوبر، ثم يصل إلى 1.9 بحلول ديسمبر كانون الأول و 2.3 بحلول يناير كانون الثاني، متجاوزا الصفقة ؛ وما يزال البرنامج على رأس البرامج الحوارية الجديدة لهذا الموسم.
وهناك أيضا أدلة في الأسواق الفردية لنجاح البرنامج: على سبيل المثال، في بفالو، نيويورك، فقد كان للبرنامج الفضل في زيادة المشاهدين لنشرة أخبار الخامسة لقناة WKBW TV ، مما جعل هذه المحطة مرة أخرى قادرة على المنافسة مع المحطات الأخرى في السوق. (مع ذلك فقد كانت المحطة تعيد من بث لقاءات متوسطة المستوى في هذا الوقت، والتي حصلت على تقديرات منخفضة للغاية.)
نال البرنامج بعض الانتقادات من جانب أشخاص من هيوستن عندما قامت محطة KHOU، والتي تبث والاطباء في هيوستن، بنقل برنامج جيوباردي (الخطر!) للساعة 11:37 بالتوقيت القياسي المركزي لافساح الطريق امام عرض برنامج الاطباء.

## روابط إضافية
- <a gtc:link="http://www.facebook.com/">Official website</a>
- معاينة الفيديو من «دكتور فيل»
- «والأطباء» في صفحة «دكتور فيل»
- من نيويورك بوست (أكتوبر 9، 2007)
- الأطباء على موقع IMDb (الإنجليزية)
- الأطباء على موقع ميتاكريتيك (الإنجليزية)
- الأطباء على موقع روتن توميتوز (الإنجليزية)
- الأطباء على موقع كينوبويسك (الروسية)
- الأطباء على موقع قاعدة بيانات الفيلم (الإنجليزية)